# Temple del Poble
El Temple del Poble (en anglès: Peoples Temple) fou una organització religiosa fundada l'any 1955 pel reverend James Warren Jones (Jim Jones). El Temple inicialment estava afiliat amb la denominació protestant: "Església Cristiana Deixebles de Crist" (en anglès: Christian Church Disciples of Christ). El Temple del Poble es una secta destructiva i és conegut pel suïcidi en massa (hi moriren 918 persones) que va tenir lloc a Jonestown (Guyana), el 18 de novembre de 1978, fets coneguts com la tragèdia de Jonestown. Aquesta tragèdia es va tractar en un documental que realitzà l'any 2006 l'estatunidenc Stanley Nelson Jr: "Jonestown : The Life and Death of Peoples Temple".